# Antoine François Andréossy
Antoine François Andréossy (Castelnaudary, 1761 – Montauban, 1828) è stato un generale francese.
Era discendente del celebre inventore François Andreossy.
Ufficiale di Napoleone nella campagna d'Italia (1796), fu anche nella campagna d'Egitto. Divenuto capo di stato maggiore fu tra gli autori del colpo di Stato del 1807.
Fu ministro plenipotenziario a Vienna e Costantinopoli, esercitando notevoli pressioni sugli Ottomani.